# Potentilla hyparctica
Potentilla hyparctica — вид трав'янистих рослин родини розові (Rosaceae), поширений, в основному, в арктичних зонах Північної Америки, Європи й Азії.

## Опис
Це багаторічні поодинокі часто купинні трави з коротким, вертикальним каудексовим розгалуженнях на рівні ґрунту. Каудексові гілки густо вкриті широкими, червонувато-коричневими, засохлими піхвами листя, закінчуючись на рівні землі в розетках листя. Кожна листова розетка потенційно з кількома квітучими стеблами. Стебла від висхідних до прямостійних 0.2–2(2.5) завдовжки, в 1–3(4) рази довше базального листя. Прикореневе листя трійчасте, (1)2–8(10) см, черешок 1–6.5(8.5) см, довге волосся від рідкісного до загального, 0.8–2 мм; центральний листовий фрагмент від оберненояйцеподібного до широко оберненояйцеподібного 0.5–2.5(2.8) × 0.3–2(2.2) см, поля плоскі або з трохи загорнутими краями, зубчиків (2)3–5 з кожної сторони; низ листя зазвичай блідо-зелений, іноді сіруватий, волоски від рідкісних до рясних, 0.5–1.7 мм, верх — темно-зелений, волоски і залози негусті.
Суцвіття 1–3(5)-квіткові. Стебельця прямі, 0.3–3 см при квітках до 9 см при плодах. Квіти: підчашечні луски від вузько до широко довгасті або яйцеподібні, 3.5–7 × 1.5–5 мм; чашолистки 4–8 мм, вершина підгострий заокруглених; пелюстки блідо- або яскраво-жовті, 4–9 × 4–6 мм; пиляки 0.2–0.4 мм. Сім'янки 1.1–1.3 мм.

## Відтворення
Розмноження насінням; немає вегетативного розмноження. Квіти пристосовані до запилення комахами. Не відомо чи статеве чи безстатеве утворення насіння, або обидва. Немає спеціальних пристосувань для поширення насіння.

## Поширення
Північна Америка (Ґренландія, Канада, Аляска й пн.-сх. США); Євразія (невеликі площі в горах Швеції, Шпіцберген, Північна Росія). 
Населяє сухі або вологе пустища, ранні снігопокривні площі, трав'яні схили, річкові тераси, купини в болотах і заболочених, вологих кам'янистих схилах, птахами здобрених місцях. Субстрат: пісок або грубий і зазвичай добре дренований; рідко трапляється на вапняних субстратах. 